# Kite (canción de U2)
"Kite' es una canción del grupo de rock irlandés U2. Es el quinto tema de su álbum del año 2000 All That You Can't Leave Behind.

## Escritura y grabación
Durante tres semanas a finales de 1998, U2 trabajó en los estudios Hanover Quay con los productores Brian Eno y Daniel Lanois con la esperanza de desarrollar rápidamente nuevo material para un álbum de estudio. Con Eno en los teclados y Lanois en la guitarra rítmica y la percusión, los seis compusieron canciones durante jam session. El guitarrista The Edge dijo que estas sesiones de grupo no produjeron muchas grandes ideas, lo que hizo que trajera sus propias ideas musicales individuales para que trabajaran en ellas. Una de ellas fue un bucle de una sección de cuerda que inspiró "Kite". Tras escuchar el bucle, los demás improvisaron rápidamente la totalidad de la canción. Durante este proceso, el vocalista Bono dijo que su "voz regresó" después de varios años de sufrir dificultades vocales. Después de alcanzar una nota alta al cantar la línea "I'm a man, I'm not a child" (Soy un hombre, no soy un niño), los demás en el estudio quedaron sorprendidos. El bajista Adam Clayton lo calificó de "momento memorable", diciendo: "Creo que no habíamos escuchado esa voz en mucho tiempo"  Con la canción casi terminada, la banda no estaba del todo satisfecha y decidió que "necesitaba un giro". Como resultado, editaron una sección adicional de la canción y Edge tocó un solo de guitarra en su Gretsch de 1964. Country Gentleman, que conectó a un Ampeg Scrambler distorsión y un amplificador Vox AC30. Según él, la adición del solo "realmente hizo que esa parte de la canción cobrara vida".
La letra se inspiró en una excursión para volar cometas en Killiney Hill con vistas a la Bahía de Dublín que Bono intentó con sus hijas Jordan y Eve. La excursión se torció rápidamente cuando la cometa se estrelló y Eve preguntó si podían ir a casa a jugar con sus Tamagotchi. The Edge ayudó a Bono a escribir la letra de la canción y consideró que en realidad se refería al padre de Bono, Bob Hewson, que se estaba muriendo de cáncer en ese momento. The Edge dijo: "[Bono] no podía verlo, pero yo sí". Bono recordó una excursión similar de vuelo de cometas en su propia infancia con su padre en las ciudades costeras del Condado de Dublín de Skerries o Rush.

## Composición y tema
La canción fue escrita en un principio pensando en las hijas de Bono, o más generalmente, en una cometa como metáfora de alguien o algo que se escapa del propio ámbito de control; la canción trata, más o menos, de que Bono se da cuenta de que llegará un día en que sus hijas "ya no le necesitarán". Durante las primeras apariciones promocionales, Bono hizo hincapié en que la canción podía referirse a dejar atrás cualquier tipo de relación.
La música de "Kite" era igualmente evocadora. La canción comienza con un bucle de cuerdas que Edge había arreglado. Las estrofas presentan a Edge tocando una sencilla pieza repetida de guitarra slide, mientras que el estribillo presenta un enfático lamento de Bono contra las agitadas líneas de guitarra de Edge. La canción concluye con una extraña coda en referencia a los nuevos medios. En concierto, la coda se repite a veces, con casi toda la instrumentación eliminada; Bono dijo más tarde que la coda pretendía precisar la narrativa "simplemente situándola en el tiempo, diciendo que ese es el momento, y luego dejándola atrás"."
Como suele ocurrir con las canciones de U2, los oyentes escucharon varias cosas de "Kite". La revista Rolling Stone la consideró una descripción de "la difícil situación de una pareja deshilachada; cuando Bono vislumbra 'la sombra detrás de tus ojos', su letra evoca las conversaciones sesgadas de la música de la melodía y el ritmo y las figuras de la guitarra" The New York Times tituló su crítica de un concierto de la gira Elevation "Like a Kite, Grounded But Soaring to the Skies", y dijo que la canción era "música hecha después de la caída", fusionando el idealismo con la experiencia. Un Metodista Unido Pastor de McGregor, Texas tomó los versos de la canción "No tengo miedo de morir / No tengo miedo de vivir" y los relacionó con su creencia de que los cristianos no deben pensar en Dios como un juez severo y no deben tener miedo de vivir al máximo, mientras que un servicio conmemorativo en Londres en honor al fundador de la revista [The Door (revista cristiana satírica)|The Door]] y figura religiosa Mike Yaconelli lo utilizó como eje espiritual del servicio. La autora Višnja Cogan se hizo parcialmente eco de la interpretación de Edge, viendo la dualidad del papel de Bono como padre e hijo encarnada en el clímax interior de la canción "I'm a man, I'm not a child...."

## Actuaciones en directo
Durante la gira Elevation Tour de la banda, "Kite" se tocó con un conjunto de imágenes arremolinadas proyectadas contra un crim sobre el escenario, fomentando el tema central de la canción. "Kite" adquirió un significado adicional más tarde, en 2001, durante la gira, cuando el padre de Bono, Bob Hewson, falleció tras una larga lucha contra el cáncer. Bono modificaría la línea "The last of the rock stars" (La última de las estrellas del rock) por "The last of the opera stars" (La última de las estrellas de la ópera), una referencia al pasado de Bob como cantante amateur de ópera. Bono le rindió homenaje con una lacrimógena interpretación de esta canción en el lanzamiento en directo, U2 Go Home: Live from Slane Castle, que muestra la memorable actuación de la banda en Slane Castle, un día después del funeral de Bob Hewson. Antes de la canción, Bono recuerda con cariño a su padre y al padre de The Edge, Garvin Evans, caminando por Madison Avenue a altas horas de la noche en la ciudad de Nueva York borrachos y cantando "el dúo de The Silver Fish".
"Kite" se tocó por primera vez en la Gira Vértigo el 7 de noviembre de 2006 en Brisbane, Australia, cuando la gira se reanudó tras un largo parón. También fue la primera vez que "Kite" cerró un concierto, y fue el cierre habitual de la etapa australiana de la gira, mientras que también cerró el primer espectáculo en Auckland, Nueva Zelanda. Una versión en directo de la canción de la gira Vértigo, grabada en el Estadio Telstra de Sídney el 11 de noviembre de 2006, se publicó como cara B de "Window in the Skies" el 1 de enero de 2007. La versión australiana en vivo contó con el uso de didgeridoo (especialmente audible hacia el final). La canción no se ha tocado desde la Gira Vértigo pero se ensayó durante la Gira 360° de U2 antes de los shows en Sudáfrica.

## Personal
|  | U2 - Bono - voz principal - The Edge - guitarra, cuerdas, coros - Adam Clayton - bajo - Larry Mullen, Jr. - batería | Intérpretes adicionales - Brian Eno - coros - Daniel Lanois - coros Técnica - Producción - Brian Eno, Daniel Lanois - Mezcla e ingeniería - Richard Rainey, Chris Heaney |